# Fanny Kelly
Fanny Kelly (* 15. April 1845 in Orillia, Ontario; † 15. November 1904) war eine US-amerikanische Pioniersfrau und Autorin.
Fanny Kelly war die Tochter eines James Wiggins, der im Zuge der großen Aussiedlerwelle zwischen 1852 und 1856 sein Glück in Kansas versuchen wollte. Er schloss sich 1856 einer Gruppe von Siedlern an, die im Allen County in Kansas den Ort Geneva gründeten. Danach kehrte er zu seiner Familie zurück, um diese nachzuholen. Während der Reise erkrankte er an der Cholera und verstarb. Seine Witwe setzte den Weg mit ihrer Tochter Fanny alleine fort. In Geneva lernte Fanny Josiah S. Kelly kennen, den sie heiratete. Da dieser gesundheitlich angeschlagen war, beschloss die Familie, nach Idaho überzusiedeln und schloss sich am 17. Mai 1864 einem kleinen Treck an. Dieser wurde am 12. Juli 1864 von einer großen Anzahl Hunkpapa-Sioux überfallen, wobei fünf Weiße getötet und vor allem Frauen und Kinder verschleppt wurden, darunter auch Fanny Kelly. Ihre Gefangenschaft endete am 12. Dezember 1864, als sie freigelassen und den Soldaten von Fort Sully übergeben wurde.
1871 erschienen die Erinnerungen von Fanny Kelly, in denen sie ihre Gefangenschaft in eindringlichen Bildern schildert, erstmals öffentlich. Im Gegensatz zu zahlreichen ähnlichen, oft literarisch ausgeschmückten oder auch frei erfundenen Werken, wurde ihr Bericht durch zahlreiche eidesstattliche Erklärungen von Armeeoffizieren und namhaften Indianerhäuptlingen, darunter auch Red Cloud, gestützt. Gleichzeitig unterscheidet sich ihre Schilderung auch in anderen wesentlichen Details von der üblichen Masse. Neben den Standardelementen, die das Lesepublikum des 19. Jahrhunderts von solchen Büchern erwartete, enthält ihr Werk auch zahlreiche ruhige und besinnliche Momente, in denen sie ausgiebig die Natur schildert. Neben ihrem Hass gegen die Indianer, der auch deutlich zutage tritt, lässt sie aber nicht unerwähnt, dass auch die Weißen den Indianern vielfach Unrecht angetan haben, und sie belegt es mit zahlreichen Beispielen.